# Aeroporto Port Bouet
O Aeroporto Port Bouet (IATA: ABJ, ICAO: DIAP), também conhecido como Aeroporto Internacional Félix Houphouët-Boigny é o aeroporto que serve a capital da Costa do Marfim, Abidjã.

## Ligação externa
- A-Z World Airports Online: Abidjan International Airport (ABJ/DIAP)